# Unité de soins
 (mars 2025).
Dans un établissement de santé, une unité de soins (ou service de soins) est une entité regroupant des activités de soins de santé (soins médicaux, soins infirmiers). L'entité peut être représentée géographiquement ou par une thématique de soins.

## Types d'unité de soins
Il existe différents types d'unités de soins, tant intra-hospitalières, qu'extra-hospitalières. Un type d'organisation des soins prévoit de répartir les unités par types d'intensité des soins à fournir (aigus, intermédiaires, à moyen terme, à long terme, de prévention) ou par disciplines médicales.
Les unités de soins prodiguant des soins aigus peuvent être les unités de soins intensifs, de soins urgents (comme les Urgences), les unités mobiles hospitalières. Celles prodiguants des soins intermédiaires ou à moyen terme peuvent être les unités de soins palliatifs, les unités d'hospitalisation de médecine ou de chirurgie. Celles à long terme peuvent être les unités accueillant des personnes âgées ou dépendantes (comme les établissements d'hébergement pour personnes âgées dépendantes (EHPAD), les unités de soins de longue durée (USLD) et les maisons de retraite), les unités de soins normalisés (USN), les unités de traitement du trouble mental (comme une unité pour malades difficiles, unité d'addictologie). Les unités de soins de prévention ou de médecine communautaire peuvent être les unités dites polyclinique, regroupant différentes activités de soins (polyclinique de chirurgie ou de médecine) ; ou encore les unités de consultation et de conseils (comme un centre de dépistage).